# Macrolinus sulciperfectus
Macrolinus sulciperfectus es una especie de coleóptero de la familia Passalidae.

## Distribución geográfica
Habita en Lombok y Célebes en (Indonesia).